# Ármándombja
Ármándombja (románul: Dealu Armanului) falu Romániában, Hargita megyében.

## Története
Galócás része. 1956-ig adatai a községéhez voltak számítva. Érdekes, hogy a települést 1966-ban még 173-an lakták. A trianoni békeszerződés előtt Csík vármegye Gyergyószentmiklósi járásához tartozott.

## Népessége
1992-ben 31 lakosa volt, mindenki román.